# فدیل
فدیل (به فرانسوی: Frédille) یک کمون در فرانسه است که در اندر واقع شده‌است. فدیل ۶٫۳۱ کیلومتر مربع مساحت و ۶۳ نفر جمعیت دارد و ۱۶۲ متر بالاتر از سطح دریا واقع شده‌است.